# Лозововка
Лозововка (укр. Лозовівка) — село, относится к Старобельскому району Луганской области Украины.
Население по переписи 2001 года составляло 452 человек. Почтовый индекс — 92750. Телефонный код — 6461. Занимает площадь 1,41 км². Код КОАТУУ — 4425186003.

## Местный совет
92752, Луганська обл., Старобільський р-н, с. Хворостянівка, вул. Леніна, 13  (укр.)